# 抱树蕨
抱树蕨（学名：Lemmaphyllum arnosum），又名伏石蕨，为水龙骨科伏石蕨属下的一个种。

## 扩展阅读
- 維基物種上的相關：抱树蕨